# Jörg Pintsch

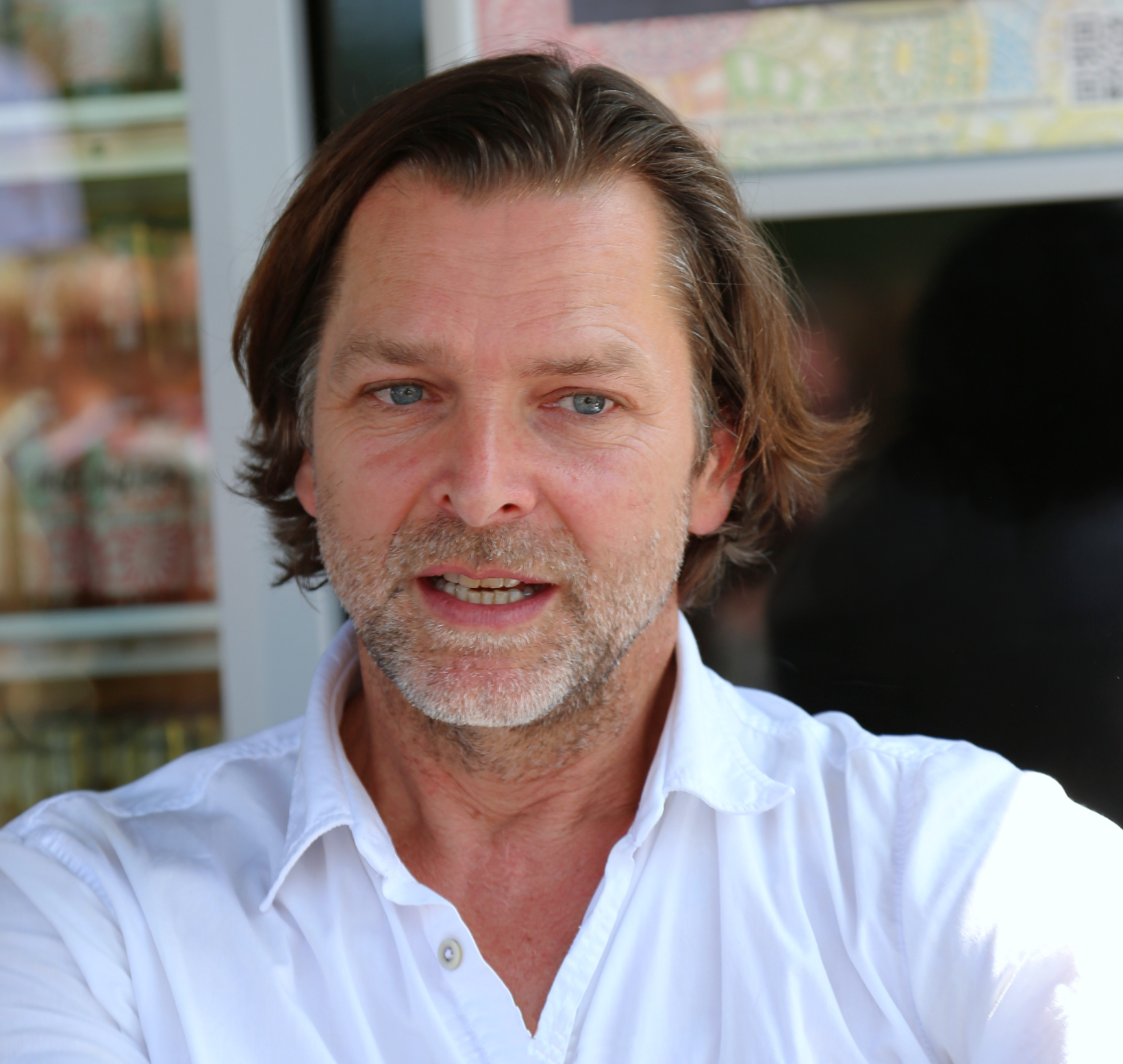
Jörg Pintsch, 2017

Jörg Pintsch (* 27. Januar 1965 in Garmisch-Partenkirchen) ist ein deutscher Schauspieler, Synchronsprecher, Regisseur und Schauspieldozent.

## Leben
Jörg Pintsch absolvierte von 1987 bis 1990 seine Schauspielausbildung an der Neuen Münchner Schauspielschule. Anschließend folgte von 1991 bis 1993 sein erstes Festengagement am Theater Zwickau. Dort spielte er u. a. die Titelrolle in Kleists Schauspiel Prinz Friedrich von Homburg (1991–1993), Riff in dem Musical West Side Story (1992) und Andri in Andorra (1993). Von 1993 bis 1996 war er festes Ensemblemitglied am Theater Erfurt, wo Aaron in Titus Andronicus (1994), Graf Wetter von Strahl in Das Käthchen von Heilbronn (1994) und Orest in Iphigenie auf Tauris (1995) zu seinen Bühnenrollen gehörten.
Seit 1996 ist er freischaffend tätig. 1997 spielte er am Trash Theater Köln die Rolle des „Sick Boy“ in der deutschsprachigen Erstaufführung der Theaterfassung von Irvine Welshs Roman Trainspotting. Weitere Gastengagements hatte er am Staatsschauspiel Dresden (1998; in der Uraufführung von Oliver Hohlfelds Die Richtstatt, nach dem Roman von Tschingis Aitmatow), am Staatstheater Schwerin (2000; als Tereus in Die Vögel), am BAT Studiotheater Berlin (2004; als Blaubart in Blaubart – Hoffnung der Frauen von Dea Loher) und am Nationaltheater Weimar (2006–2008; als Goethe in Sehnsucht nach Deutschland). Zusammen mit dem Schauspieler und Regisseur Olaf Rauschenbach realisierte er zwischen 2003 und 2006 unter dem Namen „Göttliche Unterhaltung“ verschiedene Theaterprojekte.
In der Spielzeit 2007/08 übernahm er die Rolle des Kaufmanns Lewin in einer Bühnenfassung von Tolstois Roman Anna Karenina (Regie: Amina Gusner) in einer Produktion der Konzertdirektion Landgraf iVm dem Theater am Kurfürstendamm Berlin. Zu seinen Partnern gehörten Katja Riemann, Birgit Schneider und Heinrich Schafmeister. 2008 spielte er am Theater am Kurfürstendamm, wieder unter der Regie von Amina Gusner, den Oberstleutnant Werschinin in einer Produktion von Tschechows Drei Schwestern.
Pintsch arbeitete auch für Film und Fernsehen. Im Fernsehen war er 1999–2000 in der ARD-Fernsehserie St. Angela in insgesamt 11 Folgen als stellvertretender Oberarzt Dr. Benrath zu sehen. Er hatte Episodenrollen u. a. in den Fernsehserien Verbotene Liebe (2003; als Geschäftsführer Adrian Illmann und 2004; als Komplize Walter Hartmann), Gute Zeiten, schlechte Zeiten (2005; als „windiger“ Geschäftsmann Andreas Gaffel), Die Rosenheim-Cops (2014; als Psychologe und Segler Manfred Seiler) und Alarm für Cobra 11 – Die Autobahnpolizei (2015; als Dr. Bergstroem).
Im Januar 2017 war Pintsch in der ZDF-Serie SOKO Stuttgart in einer Episodenrolle zu sehen; er spielte Daniel Sperber, den tatverdächtigen Geschäftsführer und Mitinhaber einer IT-Firma. In der ersten deutschen Amazon-Serie You Are Wanted, die ab März 2017 ausgestrahlt wurde und 2018 mit einer 2. Staffel fortgesetzt wurde, spielte er Thomas, den Bruder des Protagonisten Lukas Franke (Matthias Schweighöfer). Von März 2017 (Folge 2391) bis Februar 2018 (Folge 2600) spielte Pintsch eine der Hauptrollen in der Fernsehserie Rote Rosen; er verkörperte Peer Juncker, den Repräsentanten einer Hamburger Kaffeegroßrösterei, und, an der Seite von Dana Golombek und Patricia Schäfer, den männlichen Protagonisten der 14. Staffel. In Wilsberg: Ins Gesicht geschrieben (2019), dem 64. Film der ZDF-Reihe Wilsberg, verkörperte Pintsch den erfolgreichen Softwareentwickler Benjamin Heller und neuen Lebensgefährten der Anwältin Alexandra Holtkamp (Ina Paule Klink). In der ZDFneo-Detektivserie Dunkelstadt (2020) übernahm Pintsch eine der Hauptrollen als Rolf Behring, Leiter der Mordkommission, und ehemaliger Ausbilder der Privatdetektivin Doro Decker (Alina Levshin) an der Polizeischule. In der 23. Staffel der TV-Serie In aller Freundschaft (2020) spielte er als Episodenhauptdarsteller in zwei Folgen den Bäckermeister Harald Fecht, der sich gemeinsam mit seiner Frau ein kleines „Bäckerei-Imperium“ aufgebaut hat, und nur mit einer Nierentransplantation weiterleben kann.
Pintsch arbeitet auch als Synchronsprecher. Ab 2006 war er regelmäßig als Dozent an der Hochschule für Film und Fernsehen Konrad Wolf (HFF) in Potsdam tätig. Von 2009 bis 2011 war er an dieser Einrichtung Studiendekan und hatte die Leitung des Studiengangs Schauspiel inne. Von 2013 bis 2015 war er dort Dozent des Grundlagenseminars Schauspiel. 2015 und 2016 unterrichtete er Szenenstudium an der Hochschule für Schauspielkunst „Ernst Busch“ Berlin (HfS Berlin).
Pintsch lebt in Berlin und München.

## Filmografie (Auswahl)
- 1995: Drei Tage im April
- 1998–2004: Verbotene Liebe (Fernsehserie, verschiedene Rollen)
- 2000: St. Angela (Fernsehserie)
- 2003–2005: Gute Zeiten, schlechte Zeiten (Fernsehserie)
- 2007: R. I. S. – Die Sprache der Toten (Fernsehserie, Folge Tod auf Rezept)
- 2011: Artisten (Kinofilm)
- 2013: Letzte Spur Berlin (Fernsehserie, Folge Hoffnungsträger)
- 2014: Schmidt – Chaos auf Rezept (Fernsehserie, Folge Gebrochene Herzen)
- 2014: Die Rosenheim-Cops (Fernsehserie, Folge Tödlicher Verrat)
- 2015: Alarm für Cobra 11 – Die Autobahnpolizei (Fernsehserie, Folge Lockdown)
- 2017, 2022: SOKO Stuttgart (Fernsehserie, Folgen Wie du mir, Spiel’s noch einmal, Schrotti)
- 2017–2018: You Are Wanted (Fernsehserie)
- 2017–2018: Rote Rosen (Fernsehserie, Serienhauptrolle)
- 2017: Allmen und das Geheimnis des rosa Diamanten (Fernsehreihe)
- 2019: Allmen und das Geheimnis der Dahlien (Fernsehreihe)
- 2019: Alarm für Cobra 11 – Die Autobahnpolizei (Fernsehserie, Folge Auf Bewährung)
- 2019: Wilsberg: Ins Gesicht geschrieben (Fernsehreihe)
- 2020: Die Rosenheim-Cops (Fernsehserie, Folge Der Bart muss weg)
- 2020: Dunkelstadt (Fernsehserie)
- 2020: In aller Freundschaft (Fernsehserie, Folgen Trennungsschmerz, Männergespräche)
- 2020: Dunkelstadt (Fernsehserie, zwei Folgen)
- 2021: Kommissarin Lucas – Nürnberg (Fernsehreihe)
- 2021: Allmen und das Geheimnis der Erotik (Fernsehreihe)
- 2021: Bring mich nach Hause (Fernsehfilm)
- 2022: Der Usedom-Krimi: Am Ende einer Reise (Fernsehreihe)
- 2023: In aller Freundschaft – Die jungen Ärzte (Fernsehserie, Folge Paartherapie)

## Synchronisation (Auswahl)

### Filme
- 2002: Ein perfektes Leben – Nicolas Abraham als Xavier
- 2006: Bernard and Doris – Corey Hibbert als Wachmann und Don Harvey als Wachmann
- 2009: Der Retter – Emmanuel Plovier als Berater
- 2011: Runaway Girl – Brian Avery Galligan als Notarzt und Robert Baker als Ray
- 2013: Der Butler – Joe Chrest als White Usher
- 2013: Spuren – Bryan Probets als Geoff
- 2014: Heute bin ich Samba – Sylvain Saulet als CRA-Polizist
- 2014: Planet der Affen: Revolution – Keir O’Donnell als Finney
- 2014: Tusk – Scott Mosier als Scott Mosier
- 2014: Verstehen Sie die Béliers? – Jérôme Kircher als Dr. Pugeot
- 2014: Zwei Tage, eine Nacht – Laurent Caron als Julien
- 2015: Bridge of Spies – Der Unterhändler – Mike Houston als Mann im Gericht
- 2015: Dragonball Z: Resurrection ‚F‘ – Keiji Hirai als Räuber
- 2015: Turbo Kid – Romano Orzari als Bagu
- 2015: Zwischen Himmel und Eis – Philippe Lefait als Philippe Lefait
- 2016: Auferstanden – Jan Cornet als Thomas
- 2016: Doctor Strange – Eben Young als Dr. Weiss
- 2016: London Has Fallen – Patrick Kennedy als MI5 Intel John Lancaster
- 2017: Der Low-Budget Stuntman – Tygo Gernandt als Tygo Gernandt
- 2018: Das blutrote Kleid – Richard Bremmer als Mr. Lundy
- 2019: Ashfall – Han-chul Jo als Oberst
- 2019: Balkan Line – Michael Khmurov als General Somov
- 2019: Driveways – Raymond Lee als Brian
- 2019: Eine Geschichte von drei Schwestern – Kayhan Açikgöz als Veysel
- 2019: Extremely Wicked, Shockingly Evil and Vile – Jared Joplin als Colorado Bezirksstaatsanwalt Frank Tucker
- 2019: Stiller Verdacht – Olivier Faliez als Jean Dupuis
- 2019: Waves – Holland Hayes als Dr. Steve
- 2020: Hunter Hunter – Nick Stahl als Lou
- 2020: The Night – Armin Amiri als Farhad
- 2020: Nowhere Special – Caolan Byrne als Trevor
- 2020: Pixie – Mit ihr ist nicht zu spaßen – Frankie McCafferty als Pater McGinley
- 2021: Don’t Look Up – Chris Evans als Devin Peters
- 2021: Das Geheimnis der Mumie – Brent Stait als Mr. Kubot
- 2021: Enthüllung einer Staatsaffäre – François Loriquet als Francois
- 2021: Intrusion – Clint Obenchain als Clint Oxbow
- 2021: Der Mauretanier – Adam Rothenberg als Santiago
- 2021: Nicht schon wieder allein zu Haus – Andy Daly als Mike Mercer
- 2021: Night Teeth – Raúl Castillo als Jay
- 2021: The Suicide Squad – Sean Gunn als Weasel/Calendar Man
- 2021: Thunder Force – Steve Mallory als Herr Emerson
- 2021: Der Wendepunkt – Tullio Sorrentino als Caino
- 2022: Bros – Peter Kim als Peter
- 2022: Der Gesang der Flusskrebse – Robert Larriviere als Dr. Foster
- 2022: Final Cut of the Dead – Charlie Dupont als Fredo
- 2022: Hunt – Hak-sun Kim als Professor Shin Ki-cheol
- 2022: Metal Lords – Chuck Klosterman als March Band Lehrer
- 2022: Tár – Adam Gopnik als Adam Gopnik
- 2022: Three Thousand Years of Longing – Agani Gecmez als türkischer Hotelmitarbeiter
- 2022: Till – Kampf um die Wahrheit – Sean Michael Weber als Roy Bryant
- 2022: Wie im echten Leben – Joël Graindorge als Joël
- 2023: Beau Is Afraid – Joe Cobden als Nachrichtenkorrespondent Brian Galloway
- 2023: Ferrari – Gianfilippo Grasso als Matteo
- 2023: Kandahar – Nick Stahl als Det. Mike Thorton
- 2023: The Boys in the Boat – Edward Baker-Duly als Benjamin Billings
- 2023: Weil der Mensch erbärmlich ist – Jan Bijvoet als Polizeikommissar Jean

### Serien
- 1994: Hospital der Geister – Søren Pilmark als Dr. Jørgen Krogen (Krogshøj) (5 Episoden)
- 2014: Fargo – Zahn McClarnon als Ohanzee „Hanzee“ Dent (9 Episoden)
- 2015: Chicago Med – D.W. Moffett als Cornelius Rhodes (8 Episoden)
- 2015: Superstore – Rodney J. Hobbs als Frank (2 Episoden)
- 2016: Goliath – Obba Babatundé als Ivan Tillinger (3 Episoden)
- 2019: Godfather of Harlem – Nigel Thatch als Malcolm X (20 Episoden)
- 2019: Wu Assassins – Mark Dacascos als Mönch/Kun Zi (5 Episoden)
- 2020: Noch nie in meinem Leben … – Utkarsh Ambudkar als Manish Kulkarni (9 Episoden)
- 2020: Stargirl – Gregory Konow als Grumpy Joe (2 Episoden)
- 2021: Der Kastanienmann – David Dencik als Simon Genz (6 Episoden)
- 2022: Tulsa King – John Cenatiempo als Nico „The Package“ Bugliosi (3 Episoden)
- 2022: Winning Time: Aufstieg der Lakers-Dynastie – Michael Boucher als Jack Curran (12 Episoden)

## Theater (Auswahl)
- 1994: Jean Baptiste Molière: Der Geizige (Cléante) – Regie: Klaus Stephan (Theater Erfurt)
- 1994: Sophokles: König Ödipus (Chor) – Regie: Götz Brandt (Theater Erfurt)
- 1994: Coline Serreau: Hase Hase (Gérard) – Regie: Marion Poppenborg (Theater Erfurt)